# M-flo
m-flo（エム-フロウ）は、☆Taku（DJ）、VERBAL（MC）、LISA（ボーカル）で構成される、日本の音楽グループ、プロデュースユニット。エージェントはLDH。

## メンバー

### ☆Taku
本名：高橋拓（たかはし たく）。1974年3月29日生まれ。神奈川県横浜市出身。血液型A型。トラックメイキング、DJを担当。一部楽曲ではラップ（「gET oN!」、「The Rhyme Brokers」など）やボーカル（「I WANNA BE DOWN」、「Love Long and Prosper」など）も担当。別名：Startak。既婚者。

### VERBAL
本名：柳榮起（リュウ・ヨンギ、류영기/유영기）。1975年8月21日生まれ。東京都出身の在日韓国人3世。血液型B型。ラップ、リリック等を担当。日本語、英語のバイリンガル。既婚者。

### LISA
本名：エリザベス・サクラ・成田。1974年10月26日生まれ。東京都出身。日本人とコロンビア人のハーフ。血液型O型。ボーカル担当。日本語、英語、西語のトリリンガル。
VERBALと☆Takuの通っていたセント・メリーズ・インターナショナル・スクールの近くにある清泉インターナショナルスクールに在籍していたが、後にアメリカンスクール・イン・ジャパンに転校。VERBALは中学の頃にはLISAを知っていたが、顔見知りになったのは高校になってからであるという。
2002年4月にソロ活動に専念するために脱退したが、2017年12月15日 におよそ16年振りに復帰した旨をオフィシャルサイトおよびオフィシャルtwitter、オフィシャルInstagramにてアナウンスされた。
『BEAT SPACE NINE』（2005年）収録「TRIPOD BABY」、『Award SuperNova -Loves Best-』（2008年）収録「love comes and goes」にて、Loves（フィーチャリング）アーティストとして楽曲に参加した他、デビュー10周年ベスト・アルバム『MF10』に収録された新録曲「SOUND BOY THRILLER feeeeeeeeeeat. LISA」でも共演している。またライブツアー「m-flo TOUR 2005 BEAT SPACE NINE」（2005年）および「m-flo TOUR 2007 COSMICOLOR」にツアーメンバーとして出演した。

## 特徴
ヒップホップ、ソウル、R&B、ジャズ、レゲエ、ボサノヴァ、ハウス、2ステップ、ドラムンベースなどの様々なジャンルの音楽を取り入れ、多彩な音楽性を持つ。ボーカルのLISAを含めたメンバーは3名とも英語のスピーカーであり、歌詞には日本語と英語が入り交じっている。ほぼ全てのアルバムのインタールードと一部の楽曲で10年後の近未来（2012年 - 2018年）や宇宙が舞台となっており、これらはm-floの世界観を構成する重要な要素となっている。

## グループ名
VERBAL、☆Takuが当時聞いていたCompany Flowの"Flow"にBUDDHA BRANDのMCであるCQの"流れる光のよう"というパンチラインから"meteorite"（隕石）を連想し、"media"との造語である"mediarite"に前述した"Flow"をつけた"mediarite-flow"が名前の由来である。VERBALは "mediarite-flow" をそのままグループ名にする事を希望したが、長すぎるという理由でエイベックス側から改名を求められ、m-floとなった。隕石 (meteorite) が流れ (flow) て、この世界（音楽圏）に影響を与えるという願いを込めてVERBALが命名した、と説明する場合もある。

## バイオグラフィ

### m-flo結成前
VERBALは幼い頃、親の仕事の都合でボストンに滞在したことがあり、その時参加したキャンプで、子供たちがスクールバスの中でRUN-D.M.C.の「It's Tricky」を歌っている事にカルチャーショックを受けた。これをきっかけにVERBALはヒップホップを好むようになり、14歳の頃から自分で英語のリリックを書いてラップするようになった。当時のリリックは現在とは異なり、自身の民族的アイデンティティを強調したものも多かったと本人は著書などで語っている。
VERBALと☆Takuは5年生の時、インターナショナル・スクールのクラスメートとして出会った。当初は特に仲の良い間柄ではなかったという。高校の時、☆Takuが結成していたミクスチャー・ロックバンド "N.M.D."への加入をきっかけとして親交を深めていった。
あるライブ当日、N.M.D.のラップ担当メンバーの折り合いがつかなくなったため、以前からVERBALがラップをしていることを知っていた☆Takuは、VERBALをピンチヒッターとしてライブに出演させた。このライブにおけるVERBALのパフォーマンスに感激した☆Takuは、VERBALにN.M.D.のメンバーとして加入するよう要請し、VERBALはN.M.D.に加入した。
現在のDragon Ashのような形態で活動していた彼らは、様々なコンテストで表彰された。N.M.D.はいくつかのレコード会社からメジャーデビューのオファーを受けたが、進学のためにそれらを断り解散した。その後、VERBALはボストンに、☆Takuはロサンゼルスに留学した。

### 第1期・TRIPOD ERA（1998年–2002年）

#### インディーズ・デビュー
ロサンゼルスから帰国した☆Takuは、別の女性ヴォーカルと活動してクラブなどでデモテープを配る生活を送っていたが、現在の所属事務所ARTIMAGEの代表取締役社長である浅川真次（GTSのDJ GEE）と出会い、同事務所のスタジオなどで音楽制作を開始した。
当時☆Takuが作っていた音楽について、浅川は「打ち込みはいまひとつだが、独特のグルーヴ感があった」（要旨）と評している。
ある日、浅川が元々GTSで使用する予定だったCeybil Jefferiesのボーカル素材を☆Takuに渡し楽曲の制作を依頼したところ、出来上がった曲に、その時に偶然日本に帰国していたVERBALのラップが入っていた。この曲が「The Way We Were」である（『The Intergalactic Collection 〜ギャラコレ〜』Disc2に収録。オリジナルはバーブラ・ストライサンド）。『The Way We Were』は、☆TakuとVERBALのユニット "m-flo" 名義で、1998年10月エイベックス系のインディーズレーベル "Rhythm REPUBLIC" からリリースされたが、出荷は少数に滞った。しかし、浅川がこれを高く評価したのをきっかけに、☆TakuはVERBALと共に他にも数曲制作することになった。
VERBALを加えて制作した数曲の中でも、かつてソロやRam Jam Worldのゲストボーカル、また☆Takuのユニット "Love Soul" にコーラスとしても参加したこともあったLISAをボーカルとしてフィーチャーした「been so long」が、関係者の間で特に好評となり、3人でデビューする話が持ち上がった。当時、VERBALは大学院で神学を専攻し、既に卒業後は牧師になると決めていたが、これを浅川が説得して日本に呼び止め、m-flo名義で "Rhythm REPUBLIC" から『been so long』をリリースした。これには、ただの「エイベックスの新人」とは見られたくないという、浅川の意図があった。HMVをはじめとした外資系CDストアのみで、初期は500枚程度の受注だった「been so long」は、J-WAVEのレコメンドになるなど、FMラジオ局などを中心にじわじわと知名度を上げ、最終的に受注は1万枚を超えるまでに至った。

#### メジャー・デビュー

##### Planet Shining
インディーズでの売上目標を達成した事や、インディーズでは対応しきれなくなった事から、1999年7月、m-floは同じくエイベックス系のメジャー・レーベル "rhythm zone" からメジャー・デビューを果たした。「been so long」を含んだメジャー・デビューシングル『the tripod e.p.』はオリコン初登場9位を獲得した。タイトルの"tripod"には「3本の柱（三脚）」の意味で、☆Taku、VERBAL、LISAの3人が団結して曲を作り上げる、という意味が込められている。1999年はさらに3枚のシングルをリリース。
2000年2月、1stアルバム『Planet Shining』をリリース。「2012年のGlobal Astro Liner号での宇宙旅行」というストーリーに仕立て上げられたこのアルバムは、オリコン初登場6位を獲得した。同年8月、小西康陽、須永辰緒 (Sunaga't Experience)、TOWA TEI、森俊彦をはじめとした多数の豪華リミキサーを迎えたリミックスアルバム『The Replacement Percussionists』をリリース。

##### EXPO EXPO
2000年9月の6thシングル『How You Like Me Now?』はオリコン9位を獲得し、デビューシングル『the tripod e.p.』以来のオリコン10位以内ランクインとなった。そして2001年1月、代表作の1つとなる『come again』をリリースした。この曲に関して☆Takuは、「日本の歌謡曲の方程式を無視してつくった曲です」（公式ホームページ） とコメントしている。当時UKのクラブミュージックとして流行していた2ステップを基調とした「come again」は、オリコン最高4位を獲得、13週に渡ってチャートインした。この曲のヒットにより、m-floは一般のリスナーにも広く認知された。
2001年3月、2ndアルバム『EXPO EXPO』をリリース、オリコン初登場3位を記録。このアルバムのコンセプトは「2012年のバーチャル万博」である。同年5月、『EXPO EXPO』からのリカットシングルとして「prism」（限定生産）をリリース。このシングルには「come again」のリミックス用素材が収録されており、これを元に "m-flo 「come again」 Remix コンテスト" が開催された。グランプリ賞は当時ゲームミュージックなどを制作していた境亜寿香の「come again (Tokyo Cafe Remix)」であった。8月、Zepp Tokyoでのライブを収録した初のライブアルバム『m-flo tour 2001 "EXPO EXPO"』、9月、ライブDVD『m-flo tour 2001 "EXPO EXPO"』をリリースした。

#### LISA脱退・ソトシゴト
2002年に至るまで、m-floは数々の "ソトシゴト" に恵まれ、他のアーティストとも様々なコラボレーションを行った。2002年2月に、その集大成となるアルバム『ソトシゴト 〜m-flo turns it out!〜』が発売された。
こうしてセールス的にも成功を収め軌道に乗ったm-floであったが、4月、ソロ活動に専念するためとの理由でLISAが脱退を発表。2002年は残されたメンバー2名のソロ活動を中心とした沈黙期間が続く年となった。☆Takuは "Tachytelic Records" を立ち上げ、オーディションから起用した日之内絵美のプロデュースや、自身のMIX CDのリリースなどの活動を行った。VERBALも "espionage records" を立ち上げ、テレビ東京系音楽オーディションバラエティ番組 "ASAYAN" のラッパーオーディションからデビューした Heartsdalesをプロデュースしたり、自身も参加するラッパー集団MIC BANDITZを立ち上げるなど、個々の活動を活発にした。

### 第2期・LOVES ERA（2003年–2008年）

#### ASTROMANTIC
2003年3月、約1年半の沈黙を破りファン投票の結果を元に選曲されたベスト・アルバム『The Intergalactic Collection 〜ギャラコレ〜』をリリース。最終トラックは新曲のイントロ部分が収録されており、新ボーカルが歌いだす直前で切られていた。このクイズのようなトラックが、新ボーカルに関する様々な憶測を呼んだ。その後、新ボーカル・Crystal Kayをフィーチャーした、復活第1弾シングル「REEEWIND!」（2003年6月）をリリースし、オリコン9位を記録。
このシングルから、以前のLISAのような固定ボーカルを置かず、毎回異なるゲストボーカルを迎えて曲を制作する"m-flo loves Who?"（"Who?" にはフィーチャリングしたアーティスト名が入る）という形で、活動が再開された。多くの新人、無名のアーティストとコラボレーション (Loves) したことによって、それらのアーティストがブレイクするきっかけともなった。
VERBALはLovesプロジェクトの活動形態について、アメリカのプロデュースグループであるネプチューンズからヒントを得たと述べている。また、VERBALの提案により、m-floをサングラスをかけた二人組とアイコン化・ブランディングしていった。
2003年10月、m-flo loves melody. & 山本領平「miss you」をリリース、オリコン8位を記録。2004年3月リリースの、m-flo loves BoA「the Love Bug」も、オリコン8位を獲得。「REEEWIND!」「miss you」「the Love Bug」3作のヒットにより "Loves" 体制での m-flo 完全復活を印象付けた。「the Love Bug」では、各FM放送局向けにスペシャルバージョンも制作された。
同3月に、"ソトシゴト" 集の第2弾である『m-flo inside』を発売。以後m-floが関わったほとんどの作品に "m-flo inside" マークが記載されている。"inside"という単語つながりで3rdアルバム『ASTROMANTIC』初回限定盤において、インテルとのコラボレーション企画『m-flo loves intel』が行われた。
2004年5月、3年振りとなるオリジナルアルバム『ASTROMANTIC』をリリースした。このアルバムは、先述したアーティストの他にも、Dragon Ash、坂本龍一、CRAZY KEN BAND、野宮真貴（ピチカート・ファイヴ）ら、豪華アーティストと共演した。このアルバムはオリコン初登場2位、最高1位を獲得した。また、『ASTROMANTIC』に収録されている、m-flo loves Ryuichi Sakamoto「I WANNA BE DOWN」は、米Billboard誌のHot Dance/Club Playチャートで最高12位（2005年2月19日付）を獲得する国際的なヒットとなった。
『ASTROMANTIC』の発売直後の6月、VERBALは韓国系アメリカ人の女性デザイナーと、☆Takuは日本人の一般人女性と、ほぼ同時期に結婚した。7月には新木場スタジオコーストにて3年ぶりの一夜限りのライブ「m-flo LIVE 2004 "ASTROMANTIC"」を行った。このライブの模様は後日発売された『ASTROMANTIC DVD』（2005年）に一部収録されている。

#### BEAT SPACE NINE
2004年11月、当時新人であったYOSHIKAをフィーチャーした「let go」をリリース。NTTドコモのCMとタイアップした「let go」は年をまたいでロングヒットし、YOSHIKAにとっても2005年にメジャーデビューを果たす契機となる出世作となった。2013年になって、テレビドラマ「ビブリア古書堂の事件手帖」の挿入曲に採用され、再び脚光を浴びた。
2005年3月、和田アキ子とのコラボレーションを発表。m-flo loves Akiko Wadaとして「HEY!」のレコーディングを行った。またこの頃、RIAJの違法アップロードに対抗するポスターに出演した。コピーは「SAY 違法UPLOADしたらお仕置き!!!」（「VANESSA」のリリックのパロディ）。7月、元ボーカリストのLISAが次回作アルバムで再びm-floの楽曲に参加すると発表。
2005年8月に4thアルバム『BEAT SPACE NINE』をリリース。12組のLovesアーティストが参加したこのアルバムは、初のオリコン初登場1位を獲得した。10月6日なんばHatchを皮切りに、ライブツアー "m-flo Tour 2005 BEAT SPACE NINE" がスタートした。11月2日の日本武道館での最終公演には、地方公演に参加した、LISA、melody.、山本領平、EMYLI、YOSHIKAの他、スペシャルゲスト（BoA、Sowelu、Crystal Kay、Whee Sung、加藤ミリヤ、Diggy-MO'）が参加した。このライブの模様は同日深夜からインターネットテレビ "GyaO" で放送された。
2005年12月31日には、第56回NHK紅白歌合戦に「m-flo loves Akiko Wada」として白組から初出場した。
2006年6月28日、日之内絵美とRyoheiをLovesした「Summer Time Love」をリリース。この曲は、丸井とTVCMなどとタイアップし、丸井のTVCMや、渋谷の丸井(OICITY渋谷)にm-floの垂れ幕が下がるなど、露出が多かった。7月には、ソトシゴト集第3弾にあたる『m-flo inside -WORKS BEST II-』をリリース。ディスク1には、ソトシゴトだけではなく、m-flo loves MINMIでの新曲「Lotta Love」や「Summer Time Love」のSunaga t Experienceによるリミックスを収録。ディスク2はm-floのクラシックと呼べる作品を中心に構成された、DJ DeckstreamによるMIX CD。ディスク2の中でも、一部の "クラシック作品" はJAMOSAやWISE、L-VOKALといった比較的若手のアーティストを迎えて新たに録音されている。12月13日、『スター・トレック』40周年を記念したコラボレーション企画で、m-flo loves STAR TREK「Love Long and Prosper」を配信限定でリリース。

#### COSMICOLOR ～Lovesプロジェクト最終章～
2007年3月28日に"Lovesプロジェクト最終章" となることが発表されていた、5thアルバム『COSMICOLOR』をリリースした。本アルバムの loves Crystal Kay「Love Don't Cry」のVERBALのリリックが、DJ OASIS（Radio Aktive Project）によるDIS（批判）に対するアンサーソング（反論曲）であるとの見方もあったが、後に双方がブログにて否定した（Radio Aktive Projectの項に詳しい）。
2007年6月14日、Zepp Tokyoを皮切りに、ライブツアー "m-flo TOUR 2007 「COSMICOLOR」 〜m-flo loves Ameba〜" がスタート。7月21日の横浜アリーナにおけるファイナルでは、18組のLovesアーティストが登場してツアーのフィナーレを締めくくった。
2008年2月13日、第2期「Lovesプロジェクト」の集大成となるベスト・アルバム『Award SuperNova -Loves Best-』をリリースした。本アルバムには、「m-floファミリー」とも呼ばれたアーティストを迎えた新曲、m-flo loves 日之内エミ & Ryohei & Emyli & YOSHIKA & LISA「love comes and goes」が収録されている。今後については、解散はしないが、m-floとしての活動は未定であると述べていた。こうして「Lovesプロジェクト」は5年の活動に幕を降ろし、一旦の音楽活動を休止した。
2009年秋にデビュー10周年を記念したトリビュートアルバムおよびベスト・アルバムを発売した。また10周年記念ライブ「BeeTV presents m-flo 10Years Special Live "we are one"」が開催され、一時復活。

### 再始動（2011年 - 2012年）
2011年9月に正式に音楽活動を再開。m-floとしてリーボックのイベント「Reethm of Lite」で楽曲「RUN」を披露。
2012年3月14日、5年ぶりのニューアルバム「SQUARE ONE」を発表した。
2012年5月26日、幕張メッセイベントホールを皮切り「SQUARE ONE TOUR 2012」をスタートさせた。また、これと同時にライブ会場限定シングル「Don't Stop Me Now」を発売した。

### LISA復帰 再結成=REUNION（2017年 - ）
2017年12月15日、 m-flo official twitterおよびにm-flo official websiteにて、15年ぶりのLISAのメンバー復帰と新曲「never」を発表すると発表された。
2019年、ももいろ歌合戦（BS日テレ・ニッポン放送・AbemaTVなど）へ初出場。
2024年7月24日、『m-flo♡SIW CONNECT in Shibuya』を渋谷・宮下公園 芝生ひろばで開催。「一般社団法人 渋谷未来デザイン」によるプロジェクト「SIW CONNECT」とのコラボレーションによるカンファレンストークセッションとミニライブセットに出演。約5年ぶりとなったライブには「HyperNova」に参加した高校生シンガー・Mayaがゲスト出演した。同月31日、「HyperNova」をリリース。
2025年3月26日、chelmicoの鈴木真海子を迎えた楽曲「Judgement?」をリリース。
2025年4月19日、大阪・日本国際博覧会会場内にある屋外イベントスペース EXPO アリーナ「Matsuri」にて開催された、大阪・関西万博シグネチャーパビリオン「いのちの未来」による特別企画「FUTURE OF LIFE いのちの未来オープニングイベント」に出演。「m-floの25周年という記念すべきタイミングに、大阪・関西万博でライブが出来ることをとても嬉しく思います。石黒浩テーマ事業プロデューサーのアンドロイドとのコラボレーションも楽しみにしていて欲しいです。」とコメント。
2025年6月18日、韓国のアーティストZICOとシンガーソングライターのeillをlovesアーティストに迎えた楽曲「EKO EKO」を配信リリース。また同日に公開されたYouTubeチャンネル「THE FIRST TAKE」にZICO, eillと共に出演し、「EKO EKO」の一発録りパフォーマンスを披露した。
2025年7月17日、Adee A.をlovesアーティストに迎えた楽曲「Reckless」を配信リリース。また8月6日には配信シングル「ELUSIVE」をリリース。同楽曲には2020年発売の「tell me tell me」以来、約5年ぶりの参加となるLISAとlovesアーティストとしてn-chocoが参加している。

## ディスコグラフィ

### シングル
|          | 発売日         | タイトル                                                                     | 規格品番                            | チャート | 備考                                           |
| オリコン | 発売日         | タイトル                                                                     | 規格品番                            |          | 備考                                           |
| -------- | -------------- | ---------------------------------------------------------------------------- | ----------------------------------- | -------- | ---------------------------------------------- |
| -        | 1998年10月24日 | The Way We Were Feat:Ceybil Jefferies                                        | RRCD-85208 (CD)                     | -        | Rhythm REPUBLICより発売                        |
| -        | 1998年10月30日 | The Way We Were Feat:Ceybil Jefferies                                        | LSR-001 (12inch)                    | -        | Labsoul Recordsより発売                        |
| -        | 1998年12月2日  | been so long                                                                 | RRCD-85210 (CD)                     | -        | Rhythm REPUBLICより発売                        |
| -        | 1998年12月11日 | been so long                                                                 | LSR-002 (12inch)                    | -        | Labsoul Recordsより発売                        |
| -        | 1999年3月4日   | The Way We Were / too much sense                                             | LSR-003 (12inch)                    | -        | -                                              |
| -        | 1999年6月10日  | Mirrorball Satellite 2012 / mindstate                                        | LSR-004 (12inch)                    | -        | Labsoul Recordsより発売                        |
| -        | 1999年6月22日  | flo jack                                                                     | LSR-005 (12inch)                    | -        | Labsoul Recordsより発売                        |
| 1st      | 1999年7月7日   | the tripod e.p.                                                              | RZCD-45002 (CD)                     | 9位      | -                                              |
| 1st      | 2009年7月29日  | the tripod e.p.                                                              | AQZD-50478 (microSD)                | -        | VIDEO CLIPや待ち受け画像などを追加収録         |
| 2nd      | 1999年9月29日  | Mirrorball Satellite 2012                                                    | RZCD-45004 (CD)                     | 11位     | -                                              |
| 3rd      | 1999年11月25日 | L.O.T. (Love Or Truth)                                                       | RZCD-45005 (CD)                     | 24位     | 2000年1月14日12inch発売 (LSR-009)              |
| 4th      | 1999年11月25日 | chronopsychology                                                             | RZCD-45007 (CD)                     | 29位     | -                                              |
| 5th      | 2000年2月16日  | Hands                                                                        | RZCD-45009 (CD)                     | 34位     | -                                              |
| 5th      | 2000年3月30日  | Hands                                                                        | LSR-011 (12inch)                    | 34位     | Labsoul Recordsより発売                        |
| 6th      | 2000年4月26日  | Come Back To Me 〜reviens moi〜                                              | RZCD-45010 (CD)                     | 34位     | -                                              |
| 6th      | 2000年5月24日  | Come Back To Me 〜reviens moi〜                                              | LSR-018 (12inch)                    | 34位     | Labsoul Recordsより発売                        |
| 7th      | 2000年6月28日  | the Quantum EP                                                               | RZCD-45011 (CD)                     | 37位     | -                                              |
| 8th      | 2000年9月6日   | How You Like Me Now?                                                         | RZCD-45015 (CD)                     | 9位      | -                                              |
| 8th      | 2000年9月27日  | How You Like Me Now?                                                         | LSR-024 (12inch)                    | 9位      | Labsoul Recordsより発売                        |
| 9th      | 2001年1月17日  | come again                                                                   | RZCD-45017 (CD)                     | 4位      | -                                              |
| 9th      | 2001年2月20日  | come again                                                                   | LSR-030 (12inch)                    | 4位      | Labsoul Recordsより発売                        |
| 10th     | 2001年3月14日  | orbit-3                                                                      | RZCD-45020 (CD)                     | 9位      | 完全限定盤                                     |
| 10th     | 2001年4月5日   | orbit-3                                                                      | LSR-033 (12inch)                    | 9位      | Labsoul Recordsより発売                        |
| 11th     | 2001年5月9日   | prism                                                                        | RZCD-45022 (CD)                     | 15位     | 完全限定盤                                     |
| -        | 2001年5月31日  | prism Take 1                                                                 | LSR-037 (12inch)                    | -        | Labsoul Recordsより発売                        |
| -        | 2001年5月31日  | prism Take 2                                                                 | LSR-038 (12inch)                    | -        | Labsoul Recordsより発売                        |
| 12th     | 2001年7月25日  | Dispatch feat. Dev Large, Nipps & Vincento Galluo                            | RZCD-45026 (CD)                     | 35位     | -                                              |
| -        | 2001年8月15日  | Dispatch pt-2 feat. Dev Large, Nipps & Vincento Galluo                       | LSR-041 (12inch)                    | -        | Labsoul Recordsより発売                        |
| -        | 2001年10月10日 | Dispatch pt-1                                                                | LSR-040 (12inch)                    | -        | Labsoul Recordsより発売                        |
| 13th     | 2001年10月31日 | Yours only, / Lies                                                           | RZCD-45035 (CD)                     | 27位     | 「Lies」のみ2001年11月26日12inch発売 (LSR-044) |
| -        | 2003年3月25日  | come again...and AGAIN!                                                      | LSR-057 (12inch)                    | -        | 300枚限定生産                                  |
| 14th     | 2003年6月18日  | REEEWIND! M-FLO loves Crystal Kay                                            | RZCD-45089 (CD)                     | 9位      | -                                              |
| 14th     | 2003年6月18日  | REEEWIND! M-FLO loves Crystal Kay                                            | RZCD-45090 (CCCD)                   | 9位      | -                                              |
| 14th     | 2003年7月      | REEEWIND! / I LIKE IT                                                        | RR12-88419 (12inch)                 | -        | Rhythm Republicより発売                        |
| 15th     | 2003年10月22日 | miss you m-flo loves melody. & 山本領平                                      | RZCD-45098 (CD)                     | 8位      | -                                              |
| 15th     | 2003年10月31日 | miss you m-flo loves melody. & 山本領平                                      | LSR-067 (12inch)                    | -        | Labsoul Recordsより発売                        |
| 16th     | 2004年3月17日  | the Love Bug m-flo loves BoA                                                 | RZCD-45118 (CD)                     | 8位      | -                                              |
| 16th     | 2004年4月2日   | the Love Bug m-flo loves BoA                                                 | LSR-075 (12inch)                    | 8位      | Labsoul Recordsより発売                        |
| 17th     | 2004年11月17日 | let go m-flo loves YOSHIKA                                                   | RZCD-45140 (CD)                     | 12位     | -                                              |
| 17th     | 2004年12月10日 | let go m-flo loves YOSHIKA                                                   | LSR-092 (12inch)                    | 12位     | Labsoul Recordsより発売                        |
| 18th     | 2005年2月23日  | DOPAMINE m-flo loves EMYLI & Diggy-MO'                                       | RZCD-45179 (CD)                     | 20位     | -                                              |
| 18th     | 2005年3月      | DOPAMINE m-flo loves EMYLI & Diggy-MO'                                       | LSR-093 (12inch)                    | 20位     | Labsoul Recordsより発売                        |
| -        | 2005年4月27日  | A.D.D.P. m-flo loves MONDAY満ちる                                            | LSR-095 (12inch)                    | -        | Labsoul Recordsより発売                        |
| 19th     | 2005年7月13日  | Loop In My Heart / HEY! m-flo loves EMYLI & YOSHIKA / m-flo loves Akiko Wada | RZCD-45229 (CD)                     | 9位      | -                                              |
| 19th     | 2005年7月13日  | Loop In My Heart / HEY! m-flo loves EMYLI & YOSHIKA / m-flo loves Akiko Wada | LSR-098 (12inch)                    | 9位      | Labsoul Recordsより発売                        |
| 20th     | 2006年6月27日  | Summer Time Love m-flo loves 日之内絵美 & Ryohei                             | LSR-114 (12inch)                    | -        | Labsoul Recordsより発売                        |
| 20th     | 2006年6月28日  | Summer Time Love m-flo loves 日之内絵美 & Ryohei                             | RZCD-45412 (CD)                     | 12位     | -                                              |
| 21st     | 2006年11月8日  | Love Song m-flo loves BONNIE PINK                                            | RZCD-45454 (CD)                     | 9位      | -                                              |
| 21st     | 2006年11月25日 | Love Song m-flo loves BONNIE PINK                                            | LSR-122 (12inch)                    | -        | Labsoul Recordsより発売                        |
| -        | 2006年12月13日 | she loves the CREAM m-flo loves DOPING PANDA                                 | LSR-123 (12inch)                    | -        | Labsoul Recordsより発売                        |
| -        | 2008年2月27日  | love comes and goes                                                          | RZC1-45882 (CD+胸像2体)             | -        | 1枚限定生産                                    |
| -        | 2012年5月26日  | Don't Stop Me Now                                                            | RZC1-59126 (CD)                     | -        | ライブ会場限定シングル                         |
| -        | 2012年12月5日  | TONITE                                                                       | 配信限定                            | -        | -                                              |
| 22nd     | 2013年2月6日   | LOVER                                                                        | RZCD-59261 (CD)                     | 81位     | -                                              |
| -        | 2013年5月1日   | A Whole New World (feat. Matt Cab)                                           | 配信限定                            | -        | -                                              |
| -        | 2013年9月11日  | IRONY m-flo + daoko                                                          | 配信限定                            | -        | -                                              |
| -        | 2018年1月17日  | BACK2THEFUTUREEP1                                                            | 配信限定                            | -        | REMIX EP                                       |
| -        | 2018年1月24日  | BACK2THEFUTUREEP2                                                            | 配信限定                            | -        | REMIX EP                                       |
| -        | 2018年1月31日  | BACK2THEFUTUREEP3                                                            | 配信限定                            | -        | REMIX EP                                       |
| -        | 2018年2月7日   | BACK2THEFUTUREEP4                                                            | 配信限定                            | -        | REMIX EP                                       |
| -        | 2018年2月14日  | BACK2THEFUTUREEP5                                                            | 配信限定                            | -        | REMIX EP                                       |
| -        | 2018年2月21日  | BACK2THEFUTUREEP6                                                            | 配信限定                            | -        | REMIX EP                                       |
| 23rd     | 2018年3月7日   | the tripod e.p.2                                                             | RZCD-86505/B(CD+DVD)                | 30位     | -                                              |
| 23rd     | 2018年3月7日   | the tripod e.p.2                                                             | RZCD-86506 (CD)                     | 30位     | -                                              |
| 23rd     | 2018年3月7日   | the tripod e.p.2                                                             | RZC-186527(Loppi・HMV限定MIXCD付き) | 30位     | -                                              |
| -        | 2018年10月4日  | MARS DRIVE                                                                   | 配信限定                            | -        | -                                              |
| -        | 2018年10月10日 | Piece of me                                                                  | 配信限定                            | -        | -                                              |
| -        | 2018年12月19日 | epic                                                                         | 配信限定                            | -        | -                                              |
| -        | 2019年5月22日  | STRSTRK                                                                      | 配信限定                            | -        | -                                              |
| 24th     | 2019年7月3日   | mortal portal e.p.                                                           | RZCD-86615/B(CD+DVD)                | 65位     | -                                              |
| 24th     | 2019年7月3日   | mortal portal e.p.                                                           | RZCD-86616 (CD)                     | 65位     | -                                              |
| 25th     | 2019年10月23日 | HUMAN LOST feat. J. Balvin / against all gods                                | RZCD-86954 (CD)                     |          |                                                |
| -        | 2020年3月6日   | tell me tell me m-flo loves Sik-K & eill & 向井太一                          | 配信限定                            | -        | -                                              |
| -        | 2020年6月12日  | RUN AWAYS m-flo loves chelmico                                               | 配信限定                            | -        | -                                              |
| -        | 2024年7月31日  | HyperNova m-flo loves Maya                                                   | 配信限定                            | -        | -                                              |
| -        | 2025年3月26日  | Judgement? m-flo loves 鈴木真海子                                            | 配信限定                            | -        | -                                              |
| -        | 2025年6月18日  | EKO EKO m-flo loves ZICO, eill                                               | 配信限定                            | -        | -                                              |
| -        | 2025年7月17日  | Reckless m-flo loves Adee A.                                                 | 配信限定                            | -        | -                                              |
| -        | 2025年8月6日   | ELUSIVE m-flo loves n-choco                                                  | 配信限定                            | -        | -                                              |

### その他シングル
| 発売日               | タイトル                                           | 規格品番           | 備考                                   |
| Labsoul Records      | Labsoul Records                                    | Labsoul Records    | Labsoul Records                        |
| -------------------- | -------------------------------------------------- | ------------------ | -------------------------------------- |
| 1999年11月10日       | Mirrorball Satellite 2012                          | LSR-007 (12inch)   | -                                      |
| m-flo UK             |                                                    |                    |                                        |
| 2000年7月31日        | Come Back To Me Remix / Ten Below Blazing          | uk-001 (12inch)    | -                                      |
| 2000年8月15日        | been so long / Planet Shining Remix                | uk-002 (12inch)    | -                                      |
| 2000年8月15日        | Ten Below Blazing / saywhatchugotta / L.O.T. Remix | uk-003 (12inch)    | -                                      |
| 2000年8月15日        | chronopsychology / Deep Within Remix               | uk-004 (12inch)    | -                                      |
| Labsoul Records      |                                                    |                    |                                        |
| 2000年11月2日        | How You Like Me Now? Remix                         | LSR-027 (12inch)   | -                                      |
| 2001年5月8日         | orbit-3 remix                                      | LSR-034 (12inch)   | -                                      |
| 2004年6月30日        | VANESSA / Cosmic Night Run                         | LSR-084 (12inch)   | -                                      |
| 2004年9月25日        | ASTROMANTIC CHARM SCHOOL #1                        | LSR-088 (12inch)   | -                                      |
| 2004年10月22日       | ASTROMANTIC CHARM SCHOOL #2                        | LSR-089 (12inch)   | -                                      |
| 2004年11月30日       | ASTROMANTIC CHARM SCHOOL #3                        | LSR-090 (12inch)   | -                                      |
| 2005年11月11日       | DOPE SPACE NINE Vol.1                              | LSR-107 (12inch)   | -                                      |
| 2005年12月24日       | DOPE SPACE NINE Vol.2                              | LSR-109 (12inch)   | -                                      |
| 2007年               | electriCOLOR -COMPLETE REMIX 1-                    | LSR-143 (12inch)   | -                                      |
| 2007年11月           | electriCOLOR -COMPLETE REMIX 2-                    | LSR-147 (12inch)   | -                                      |
| 2008年2月            | electriCOLOR -COMPLETE REMIX 3-                    | LSR-150 (12inch)   | -                                      |
| Kissing Fish Records |                                                    |                    |                                        |
| 2020年11月3日        | tell me tell me / RUN AWAYS                        | KMKN74 (7inch)     | 2020 レコードの日 限定盤               |
| rhythm zone          |                                                    |                    |                                        |
| 2025年6月7日         | Judgement?                                         | RZK1-67306 (7inch) | 「I'm donut? 中目黒」店頭限定200枚販売 |

### オリジナル・アルバム
|          | 発売日        | タイトル                          | 規格品番                  | チャート | 備考                                                        |
| オリコン | 発売日        | タイトル                          | 規格品番                  |          | 備考                                                        |
| -------- | ------------- | --------------------------------- | ------------------------- | -------- | ----------------------------------------------------------- |
| 1st      | 2000年2月23日 | Planet Shining                    | RZCD-45006 (CD)           | -        | -                                                           |
| 1st      | 2000年4月25日 | Planet Shining                    | LSR-014 (LP)              | -        | Labsoul Recordsより発売                                     |
| 2nd      | 2001年3月28日 | EXPO EXPO                         | RZCD-45021 (CD)           | -        | 2012年3月21日CD再発 (AQCD-50690)                            |
| 2nd      | 2001年5月8日  | EXPO EXPO                         | LSR-035 (LP)              | -        | Labsoul Recordsより発売                                     |
| 3rd      | 2004年5月26日 | ASTROMANTIC                       | RZCD-45123 (CCCD)         | -        | -                                                           |
| 3rd      | 2004年5月28日 | ASTROMANTIC                       | LSR-080 (LP)              | -        | Labsoul Recordsより発売                                     |
| 4th      | 2005年8月24日 | BEAT SPACE NINE                   | RZCD-45227 (CD)           | 1位      | -                                                           |
| 4th      | 2005年9月7日  | BEAT SPACE NINE                   | LSR-100 (LP)              | -        | Labsoul Recordsより発売                                     |
| -        | 2006年1月1日  | BEAT SPACE NINE -Special Edition- | RZCD-45336B (CD+DVD)      | -        | -                                                           |
| 5th      | 2007年3月28日 | COSMICOLOR                        | RZCD-45558 (CD)           | 3位      | -                                                           |
| 5th      | 2007年3月28日 | COSMICOLOR                        | RZCD-45557B (CD+DVD)      | 3位      | -                                                           |
| 5th      | 2007年4月     | COSMICOLOR                        | LSR-130 (LP)              | -        | Labsoul Recordsより発売                                     |
| 6th      | 2012年3月14日 | SQUARE ONE                        | RZCD-59031 (CD)           | 10位     | -                                                           |
| 6th      | 2012年3月14日 | SQUARE ONE                        | RZCD-59030B (CD+DVD)      | 10位     | -                                                           |
| 7th      | 2013年3月13日 | NEVEN                             | RZCD-59270 (CD)           | 19位     | -                                                           |
| 7th      | 2013年3月13日 | NEVEN                             | RZCD-59269B (CD+DVD)      | 19位     | -                                                           |
| 8th      | 2014年3月26日 | FUTURE IS WOW                     | RZCD-59574 (CD)           | 27位     | -                                                           |
| 8th      | 2014年3月26日 | FUTURE IS WOW                     | RZCD-59573B (CD+DVD)      | 27位     | -                                                           |
| 8th      | 2014年3月26日 | FUTURE IS WOW                     | RZCD-59572B (CD+BD)       | 27位     | -                                                           |
| 9th      | 2019年11月6日 | KYO                               | RZCD-86962～3/B (2CD+DVD) | 34位     | 元メンバー・LISA復帰後3人体制による初のオリジナル・アルバム |
| 9th      | 2019年11月6日 | KYO                               | RZCD-86964/B (CD+DVD)     | 34位     | 元メンバー・LISA復帰後3人体制による初のオリジナル・アルバム |
| 9th      | 2019年11月6日 | KYO                               | RZCD-86965～6 (2CD)       | 34位     | 元メンバー・LISA復帰後3人体制による初のオリジナル・アルバム |

### リミックス・アルバム
- The Replacement Percussionists（2000年8月9日）
- EXPO防衛ロボット GRAN SONIK（2001年11月28日）
- ASTROMANTIC CHARM SCHOOL（2004年9月15日）
- DOPE SPACE NINE（2005年11月2日）
- BACK2THEFUTURETHEALBUM (2018年2月28日) *配信限定

### ライブ・アルバム
- m-flo tour 2001 "EXPO EXPO"（2001年8月29日）

### ベスト・アルバム
- The Intergalactic Collection 〜ギャラコレ〜（2003年3月5日）
- Award SuperNova -Loves Best-（2008年2月13日）
- MF10 -10th Anniversary Best-（2009年10月7日）
- UNIVERSE（2017年12月20日）*配信限定
- 3/6にm-flo loves復活&新曲"tell me tell me" リリース！3名の新lovesは誰か#mfloと#lovesで回答募集！まずは豪華41曲のlovesをチェックしてねアルバム（2020年2月28日）*配信限定

### コンピレーション・アルバム
- ソトシゴト 〜m-flo turns it out!〜（2002年2月27日）
- m-flo inside - 限定盤（2004年3月17日）
- m-flo inside -WORKS BEST II-（2006年7月26日）
- m-flo inside -WORKS BEST III-（2009年3月18日）
- m-flo inside -WORKS BEST IV-（2010年9月8日）
- m-flo inside -WORKS BEST V-（2013年3月27日）

### コンセプト・アルバム
- m-flo TRIBUTE 〜maison de m-flo〜（2009年9月16日）
- m-flo TRIBUTE 〜stitch the future and past〜（2011年4月20日）
- m-flo DJ MIX "BON! ENKAI"（2012年12月19日）
- m-flo DJ MIX "ASOBON! ENKAI"（2013年11月27日）
- EDM-FLO（2014年3月26日）

### VHS
- Tunnel Vision（2000年9月6日）
- m-flo tour 2001 "EXPO EXPO"（2001年9月27日）

### DVD
- Tunnel Vision（2000年9月6日）
- m-flo tour 2001 "EXPO EXPO"（2001年9月27日）
- The Intergalactic Collector's Item 〜ギャラコレマニア〜（2003年3月19日）
- ASTROMANTIC DVD（2005年2月23日）
- m-flo TOUR 2005 BEAT SPACE NINE at 日本武道館（2006年2月22日）
- m-flo TOUR 2007 COSMICOLOR @ YOKOHAMA ARENA（2007年10月31日）
- m-flo 10 Years Special Live "we are one"（2010年4月7日）

## 関連作品（ソトシゴト）
LISAがm-flo在籍時に関わった作品については、LISA (歌手)#m-flo脱退前を参照。メンバー個人が関わった作品は☆Taku Takahashi#作品、VERBAL#関わった作品を参照。

### m-floが関わった主な作品
- Follow Me feat. m-flo / Jinusean
- living large / SMAP
- What It Is? feat. Shuman & m-flo / Chan
- Shine In My Life / GTS feat. Melodie Sexton & m-flo
- Now or Never / CHEMISTRY meets m-flo
- ウソツキBOY / Sunday
- Jamiroquai 『High Times: The Singles 1992-2006』 - ライナーノーツを執筆。
- Big Bang Romance / 野宮真貴 loves m-flo
- Happy Drive 〜Taste Your Stuff〜 / BENNIE K with m-flo
- Picture Perfect / MONKEY MAJIK + m-flo
- BoRn 2 luv U / melody. loves m-flo
- TOKYO FM ステーションジングル（2010年4月 - ）
- SCREAM (m-flo Remix) / 2NE1
- ALIVE feat. m-flo / EXILE ATSUSHI
- D.Island feat. m-flo / DOBERMAN INFINITY
- m-flo presents PRINCE PROJECT
- FOCUS - ENERGY MUSIC “SPACE” feat. m-flo / WANTEDLY
- Love Dimension / Secret Aliens

## 出演

### テレビ
過去のテレビ番組
- MUSIC ON! TV 「夢ヶ丘レジデンス（ユメレジ）」2代目木曜日パーソナリティ（2007年4月 - 2008年3月、毎週木曜日 23:00 - 23:53）

### NHK紅白歌合戦出場歴
| 年度/放送回               | 回 | 曲目 | 出演順 | 対戦相手 | 備考                                               |
| ------------------------- | -- | ---- | ------ | -------- | -------------------------------------------------- |
| 2005年（平成17年）/第56回 | 初 | HEY! | 27/29  | 渡辺美里 | m-flo ♥ Akiko Wada（和田アキ子）として白組から出場 |

注意点
- 出演順は「出演順/出場者数」で表す。

### ラジオ
以前のラジオ番組
- mind blowing radio（ - 2000年3月）
- J-WAVE ACROSS THE VIEW "SWELTER SHELTER"（2000年4月 - 2001年9月、毎週水曜日 20:00 - 21:30）
- TOKYO FM MOTHER MUSIC RECORDS "Global Astro Radio"（2004年4月 - 2005年10月、毎週火曜日 23:00 - 24:00）

### CM
- ハイパーヨーヨー （2010年 - ）
- ACジャパン（2011年、東北地方太平洋沖地震「日本の力を、信じてる。」復興応援キャンペーンCM、VERBALのみ出演）

## タイアップ一覧
- L.O.T.（Love Or Truth） - テレビ朝日系 月曜ドラマ・イン 「ベストフレンド」主題歌
- chronopsychology - 松竹系全国ロードショー 「黒い家」主題歌
- Come Back To Me - カネボウ 肌美精スーパークリアジェル 2000年春 CMソング
- One Sugar Dream - BRUTUS 2000.7.1 カフェ特集 テーマソング
- How You Like Me Now? - TDK Digital Audio キャンペーンソング
- come again - カネボウ テスティモ TVCMイメージソング
- prism - 2001年 J-WAVE LIVING IN TOKYO キャンペーンソング
- REEEWIND! - テレビ朝日系 ビートたけしのTVタックル エンディング・テーマ
- gET oN! - JR東日本 仙台支社「シュン感、東京。」 CMタイアップ曲
- the Love Bug - テレビ朝日系全国ネット Matthew's Best Hit TV エンディングテーマ
- STARSTRUCK〜"The Return of the LuvBytes" - 集英社 雑誌「Pinky」 TV・RADIO CMソング
- VANESSA - 資生堂 アネッサ CMタイアップ曲
- let go - NTTドコモ FOMA901i TVCM 「m-floが・・・」篇
- I WANNA BE DOWN - Design Channel テーマソング
- Loop In My Heart - dwango いろメロミックス CMタイアップソング
- HEY! - TBS系野球中継「野球烈闘2005」テーマ曲、「MLB主義（イズム）」エンディング曲
- TRIPOD BABY (SHADOW THE HEDGEHOG MIX) - SEGA「SHADOW THE HEDGEHOG」コラボレーションミュージック
- Summer Time Love - OIOI 06 水着&ゆかた CFソング
- she loves the CREAM - Amazing Nuts!「グローバルアストロライナー号」主題歌
- Love Long and Prosper - STAR TREK 40周年テーマ・ソング
- She's So(Outta Control) - テレビ朝日系 musicる TV 3月度オープニングテーマ
- Don't Stop Me Now - テレビ朝日系金曜ナイトドラマ 「都市伝説の女」オープニングテーマ
- TRANSFORMERZ - テレビ東京系アニメ「超ロボット生命体 トランスフォーマー プライム」オープニングテーマ
- IRONY - 映画「秘密結社鷹の爪 鷹の爪GO 〜美しきエリエール消臭プラス〜」主題歌
- SYNERGY - 映画「彼岸島 デラックス」主題歌
- never - ワーナー・ブラザース映画配給映画「去年の冬、きみと別れ」主題歌
- MARS DRIVE - TOKYO MX系ドラマ/東映ビデオ配給映画「八王子ゾンビーズ」主題歌
- Piece of me - 日本テレビ系ドラマ/東宝配給映画「PRINCE OF LEGEND」主題歌
- HUMAN LOST feat. J. Balvin - 映画「HUMAN LOST 人間失格」主題歌
- against all gods - TVアニメ「ブラッククローバー」エンディングテーマ

## その他
- デビュー当時はVERBAL、☆Takuともにあまりサングラスをかけていなかった（かけても色の薄いものが多かった）。VERBALがかけ始めたのは『EXPO EXPO』（2001年）、☆Takuがかけ始めたのは「miss you」（2003年）の頃からである。VERBALがサングラスをかけ始めたきっかけは「自分たちのPVで視線が落ち着いておらず、また童顔であったから」、☆Takuは「周囲に勧められたから」である[25]。
- VERBAL、☆TakuともiPodの愛用者で、毎年お互いの誕生日にiPodを贈りあっている[26]。
- VERBALは証券会社で働いていたことがある[27]。
- コナミの音楽ゲーム「beatmania IIDX」シリーズに「been so long」「The Theme from flo-jack」「The Rhyme Brokers」「Mirrorball Satellite 2012」「L.O.T. (Love Or Truth)」が版権曲として収録されていた。これらの楽曲はプレイ中にPVが流れる。
- 2019年現在、beatmania IIDXの最新版にあたるbeatmania IIDX 26 Rootageでは上記楽曲は全て削除されているためにプレイ不可能だが、家庭用beatmania IIDX 3rdstyleで「been so long」「L.O.T. (Love Or Truth)」の2曲をプレイすることができるほか、家庭用Dance Dance Revolution 2ndReMIX APPEND CLUB VERSIONのVol.1で「The Theme from flo-jack[注釈 1]」が、Vol.2で「The Rhyme Brokers」「been so long」がプレイできる。
- すべてのアルバムにおいてイントロ及びインタールドの機内アナウンス風ナレーションを担当しているLori Fineが所属する COLDFEETのデビュー10周年アルバム「TEN」（2009年）のイントロで、そのパロディとして☆Takuがナレーションを務めている。ちなみにCOLDFEETのシングル「YOUR WERE RIGHT」（2000年）ではVerbalが参加するなど、お互いデビュー当時から交流が続いている。